# Pechersk
Pechersk (en ucraniano: Печерськ, Pechers’k) es un importante vecindario histórico de Kiev, la capital de Ucrania, situado en las colinas cercanas al margen derecho del río Dnieper. Además, el rayón de Pecherskyi (en ucraniano: Печерський район) es un distrito administrativo mayor (raión) de la ciudad que incluye otros barrios históricos. Estas dos entidades geográficas se suelen confundir entre sí.